# Akademie der Bildenden Künste München
Die Akademie der Bildenden Künste München (ADBK), genannt auch Kunstakademie München, ist eine der bedeutendsten und, unter Berücksichtigung der ihr vorausgegangenen Bildungseinrichtungen, auch eine der ältesten Kunsthochschulen Deutschlands.

## Geschichte

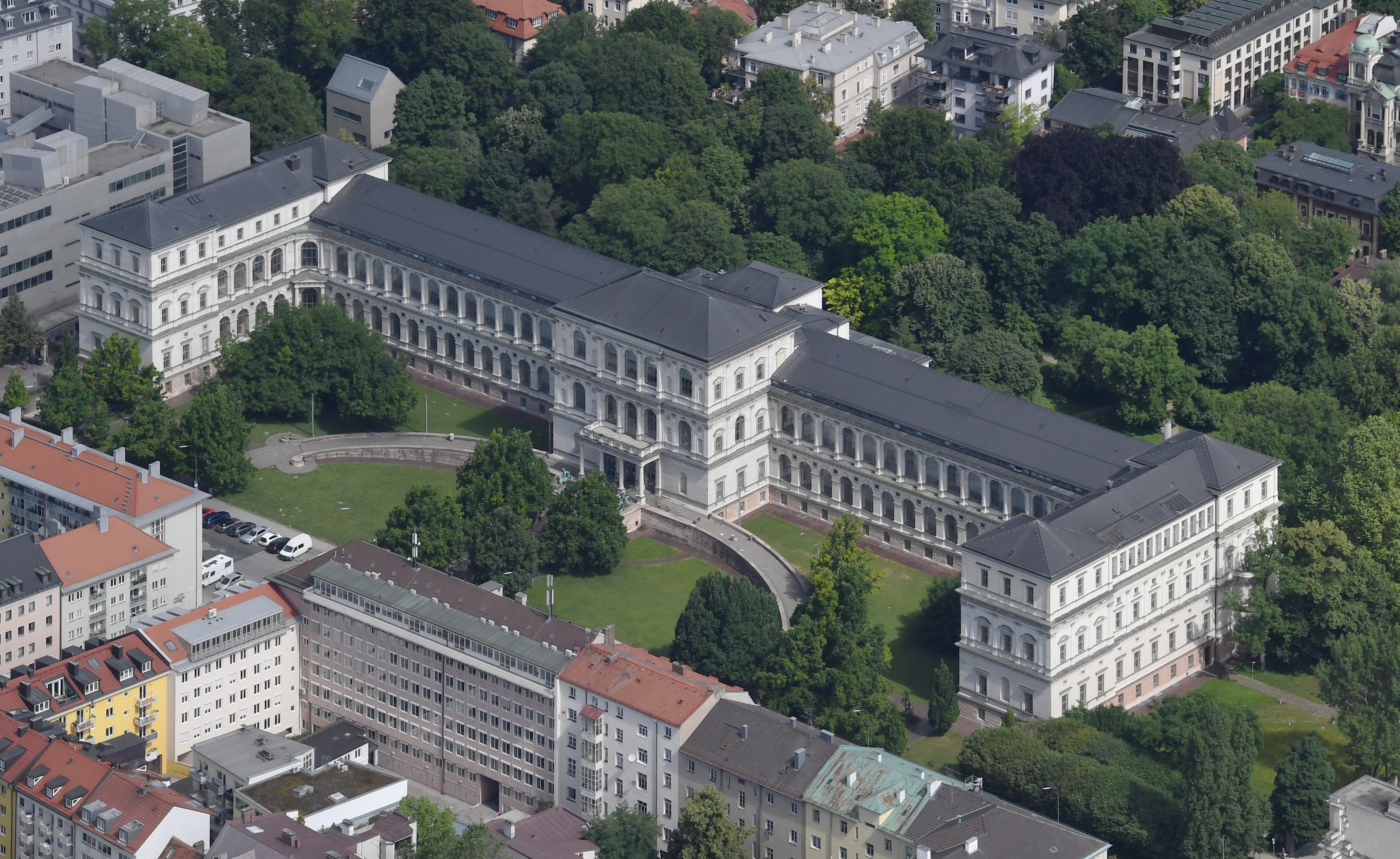
Luftbild der Akademie der Bildenden Künste München

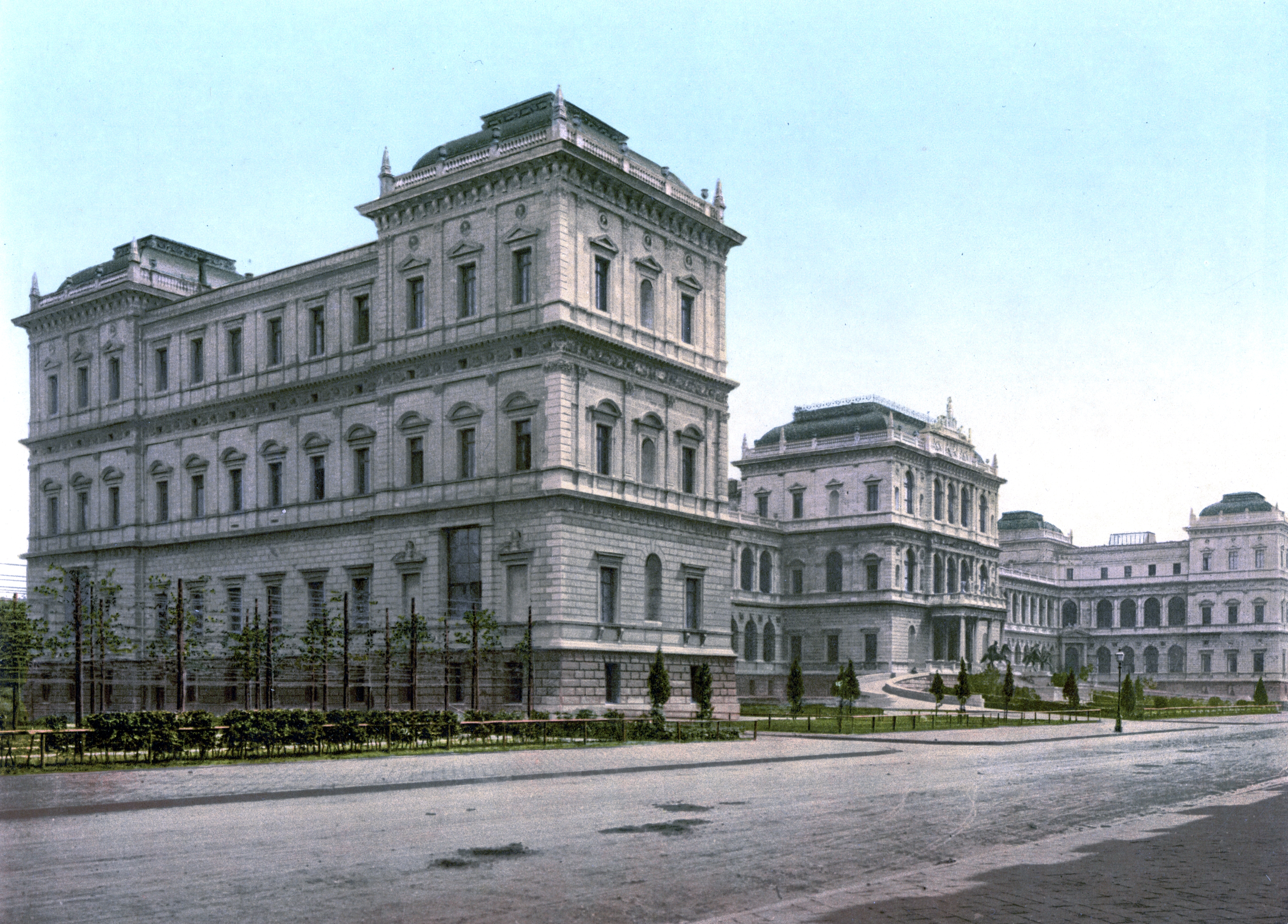
Akademie der Bildenden Künste München (1900)

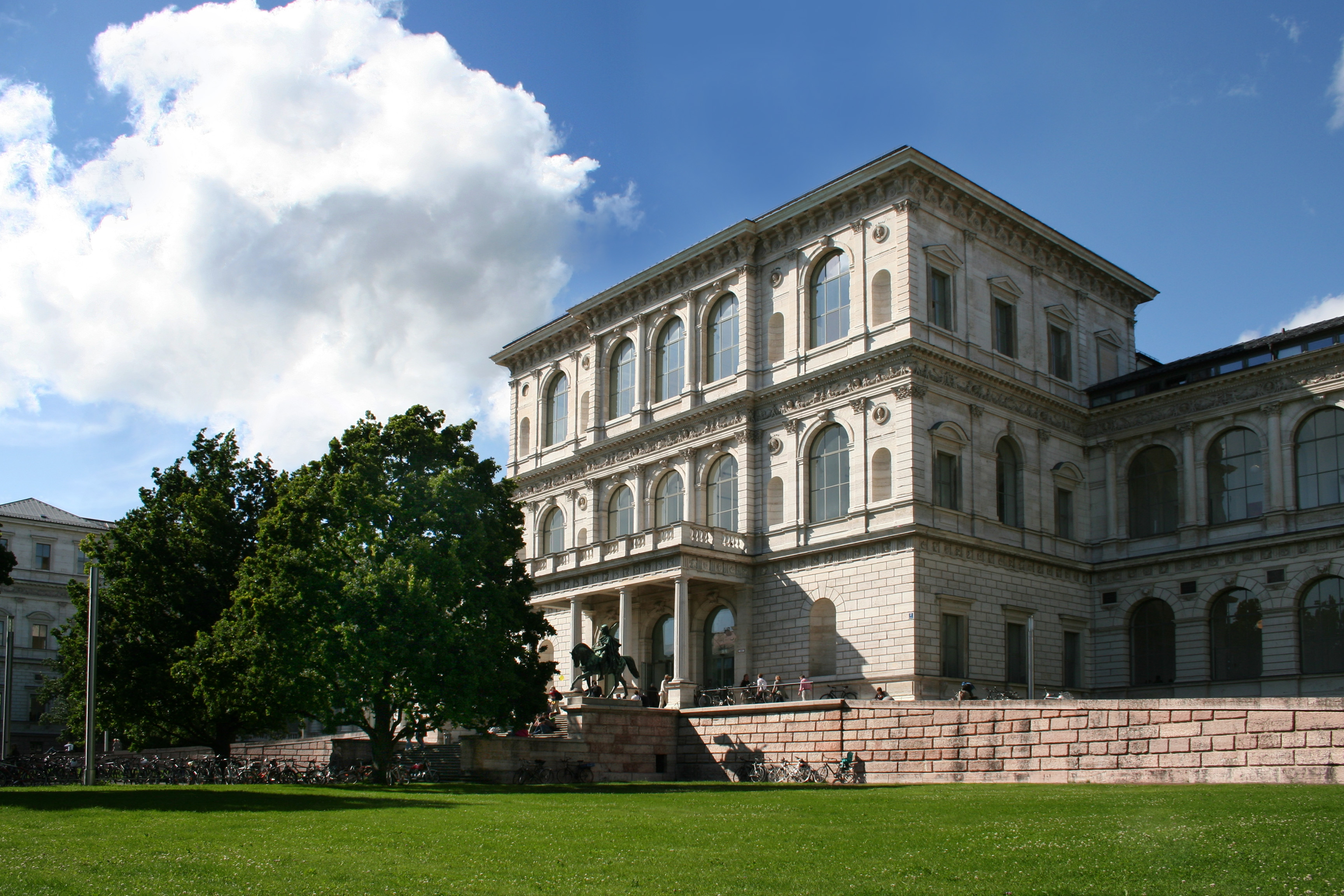
Akademie der Bildenden Künste München

### „Münchner Schule“
Die Vorgeschichte der Akademie geht weit in das 18. Jahrhundert zurück, noch vor die 1770 durch Kurfürst Maximilian III. Joseph gegründete sogenannte „Zeichnungsschule“, die die Bezeichnung „Akademie“ bereits im Namen trug („Zeichnungs Schule respective Maler und Bildhauer academie“). Dies ist bei der scheinbar späten Gründung 1808 durch König Maximilian I. von Bayern als „Königliche Akademie der Bildenden Künste“ zu beachten. Ihr erster Direktor war Johann Peter von Langer, vormals Leiter der Düsseldorfer Kunstakademie. Erster Generalsekretär wurde der Philosoph Friedrich Wilhelm Joseph Schelling.
Auf von Langer folgte 1824 Peter von Cornelius. Neben der Akademie wurde 1868 die Königliche Kunstgewerbeschule München gegründet. 1886 bezog die Akademie den repräsentativen Neubau in der Akademiestraße/Leopoldstraße beim Siegestor.
Neben ihrer Rolle als Ausbildungsstätte war die Akademie bald auch eine Künstlergesellschaft. Die Landschaftsmaler der ersten Generation (z. B. Max Joseph Wagenbauer, Joseph Wenglein, Johann Jakob Dorner der Jüngere, Simon Warnberger, Franz Xaver von Meixner) waren stilistisch richtungsweisend für die Entwicklung der im Umkreis dieser Akademie beheimateten Münchner Schule, sind jedoch nicht so bekannt geworden wie ihre Nachfolger.
An der Akademie der Bildenden Künste München wurden von 1852 bis 1920 keine Frauen mehr zum Studium zugelassen. Eine künstlerische Ausbildung konnten angehende Künstlerinnen nur mehr an teuren Privatschulen oder der neu gegründeten Damenakademie des Münchner Künstlerinnenvereins erhalten. Erst ab dem Wintersemester 1920/1921 wurden dort als letzter Akademie in Deutschland Frauen zu den gleichen Bedingungen wie Männer zum Studium zugelassen.

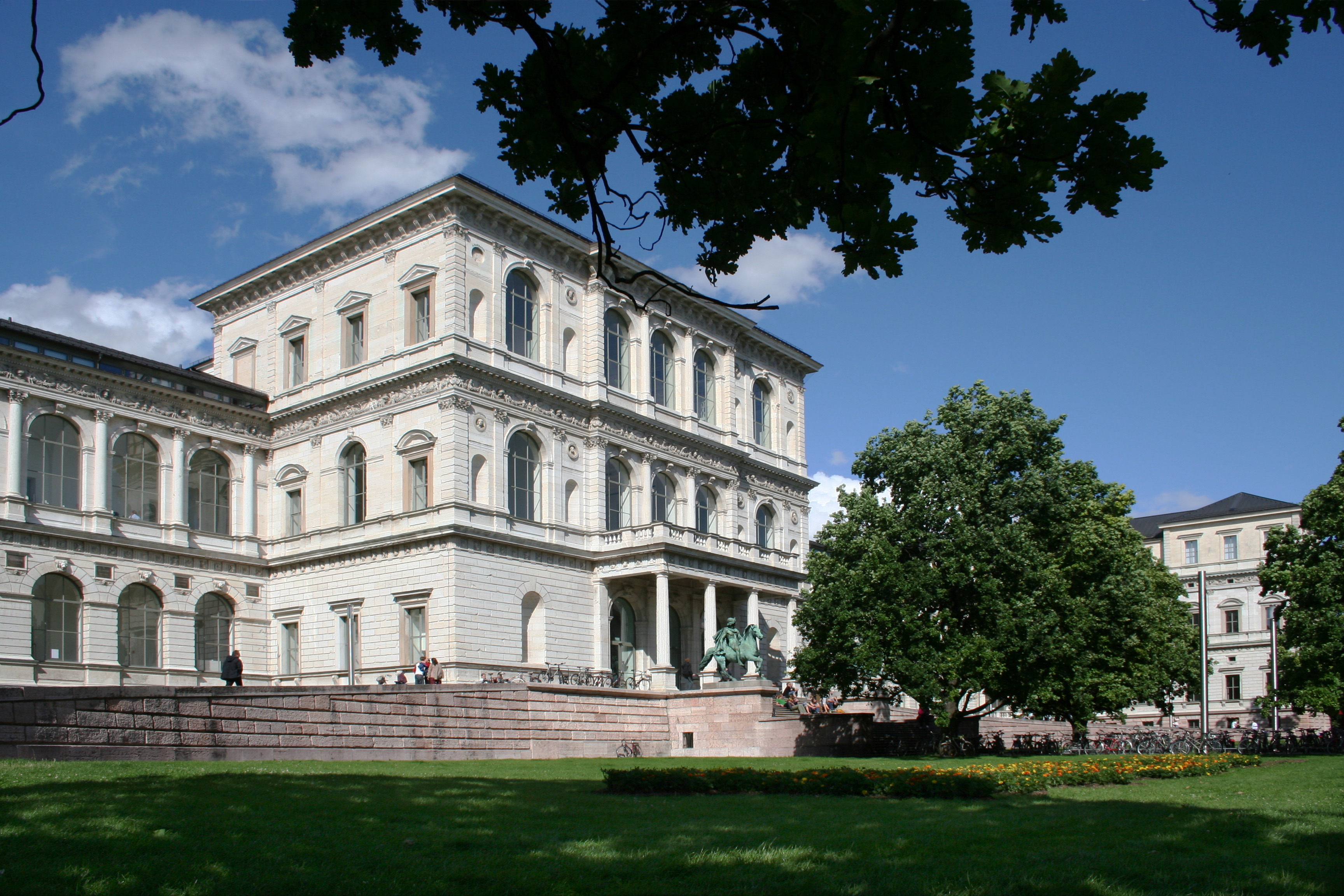
Akademie der Bildenden Künste München

Mitte des 19. Jahrhunderts hatte die Münchner Akademie einen weltweit führenden Ruf. Es lehrten hier z. B. die Maler Franz von Defregger und Franz von Stuck sowie die Bildhauer Adolf von Hildebrand und Ludwig Schwanthaler. Student zu dieser Zeit war Franz von Lenbach. Eine Blütezeit erlebte die Akademie unter Wilhelm von Kaulbach († 1874), seinem Nachfolger Karl Theodor von Piloty († 1886) und Nikolaus Gysis († 1901).
Vor allem das spätere Ansehen ihrer Studenten zeigt die Bedeutung der Akademie um die Jahrhundertwende: Zu den Studenten zählten Lovis Corinth, Otto Mueller, Wassily Kandinsky, Alfred Kubin, Paul Klee, Franz Marc, Richard Riemerschmid, Max Nonnenbruch, Otto Greiner, Bruno Paul, Giorgio De Chirico, Ernst Oppler und Fritz Schaefler.

### Zwischenkriegszeit und Nationalsozialismus
Nach dem Ersten Weltkrieg büßte die Akademie rasch ihre Bedeutung ein, und die Niederschlagung der Münchner Räterepublik hinterließ ein repressives Klima. 1924 übernahm German Bestelmeyer als Regierungskommissar die Aufsicht über die Kunstgewerbeschule und forcierte die Zusammenarbeit mit der Akademie. Für die nationalsozialistische Kulturpolitik war die Akademie nach 1933 eine wichtige Betätigungsstätte. NS-Künstler wie Adolf Ziegler und der Bildhauer Josef Thorak wurden an die Akademie berufen, „nicht-arische“ Professoren dagegen entlassen. Der schon weitgehend entmachtete Präsident Karl Caspar (seit 1922) wurde 1937 in den Ruhestand versetzt, unter der nachfolgenden Leitung von Bestelmeyer wurde sogenannte „Verfallskunst seit 1910“ aus den Beständen der Akademie entfernt.

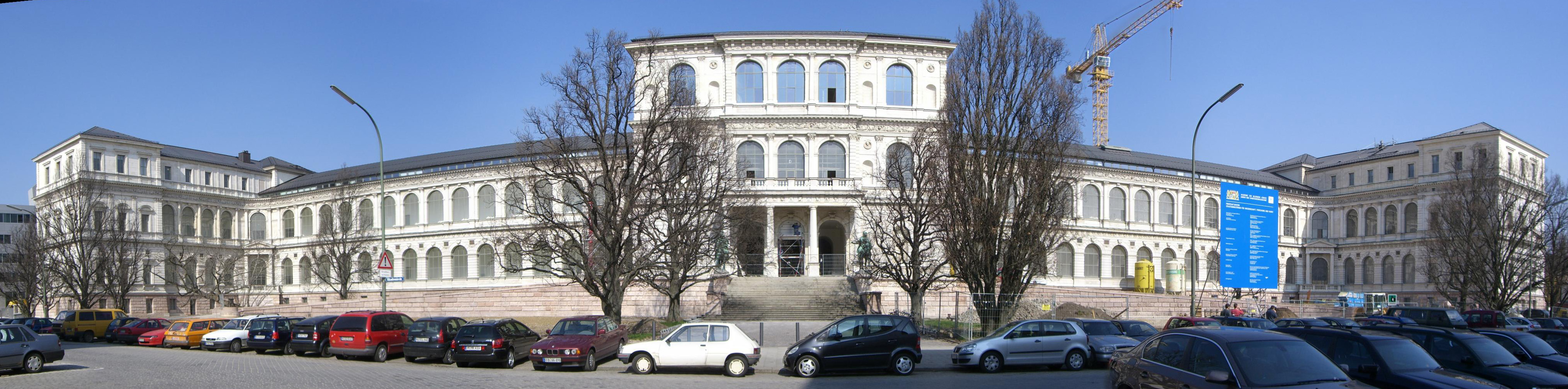
Ansicht der Akademie aus der Akademiestraße

Bestelmeyer starb 1942 und erhielt ein pompöses Staatsbegräbnis. Nach seinem Tod übernahm Bernhard Bleeker kommissarisch die Leitung der Akademie. Bei einem Bombenangriff im Juli 1944 wurde das Akademiegebäude weitgehend zerstört, wobei umfangreiche Sammlungen von Kunstwerken, Gipsabgüssen und Kostümen sowie das Archiv verloren gingen. Die ausgelagerte Kunstbibliothek blieb weitgehend erhalten und ist heute mit rund 150.000 Bänden eine der besten ihrer Art. Sie ist allerdings nur zum internen Gebrauch bestimmt.

### Seit 1945
Im Oktober 1945 erfolgte die Entlassung ehemaliger NSDAP-Mitglieder und Kunstschaffender der NS-Zeit durch die Militärregierung, Adolf Schinnerer übernahm die kommissarische Leitung. 1946 wurde die Akademie für angewandte Kunst eingegliedert. Nach 1946 wurde die Akademie durch die Berufung von Franz Xaver Fuhr und Toni Stadler (alle zwei 1946), Albert Fessler (1945), in Nachfolge von Karl Caspar 1951 Charles Crodel 1951, in Nachfolge von Harald Roth 1953 Sep Ruf und 1964 Georg Meistermann erneuert. 1953 erhielt die Akademie ihren heutigen Namen. In den Nachkriegsjahren fiel es der Münchner Akademie dennoch schwer, sich von ihrer nationalsozialistischen Prägung zu lösen und sich der internationalen Moderne anzuschließen. Umstrittenstes Beispiel für eine versäumte Entnazifizierung war Hermann Kaspar, der zur Kulturprominenz des Dritten Reiches zählte und von 1956 bis 1972 wieder als Professor für Malerei wirkte.
In den 1950er Jahren bildete sich an der Akademie die Künstlergruppe SPUR. Am 26. Juni 1967 konstituierte sich die „Hochschulgruppe sozialistischer Kunststudenten (HSK)“ an der Akademie. 1968 wurden in der Akademie mehrere Stücke des Anti-Theaters um Rainer Werner Fassbinder aufgeführt, die Studentenvertretung (AStA) zeigte die Dokumentation zum „Fall Hermann Kaspar“. Die Akademie wurde am 22. Februar 1969 von Kultusminister Ludwig Huber geschlossen, ein Verwaltungsgerichtsurteil hob diese Schließung wieder auf. 1978 führte die Berufung von Franz Bernhard Weißhaar durch das Ministerium erneut zu heftigen Auseinandersetzungen. 1989 entstand die AkademieGalerie im Sperrengeschoss der U-Bahn-Station Universität. 2005 wurde in der Akademiestraße 2 der moderne Erweiterungsbau eingeweiht.

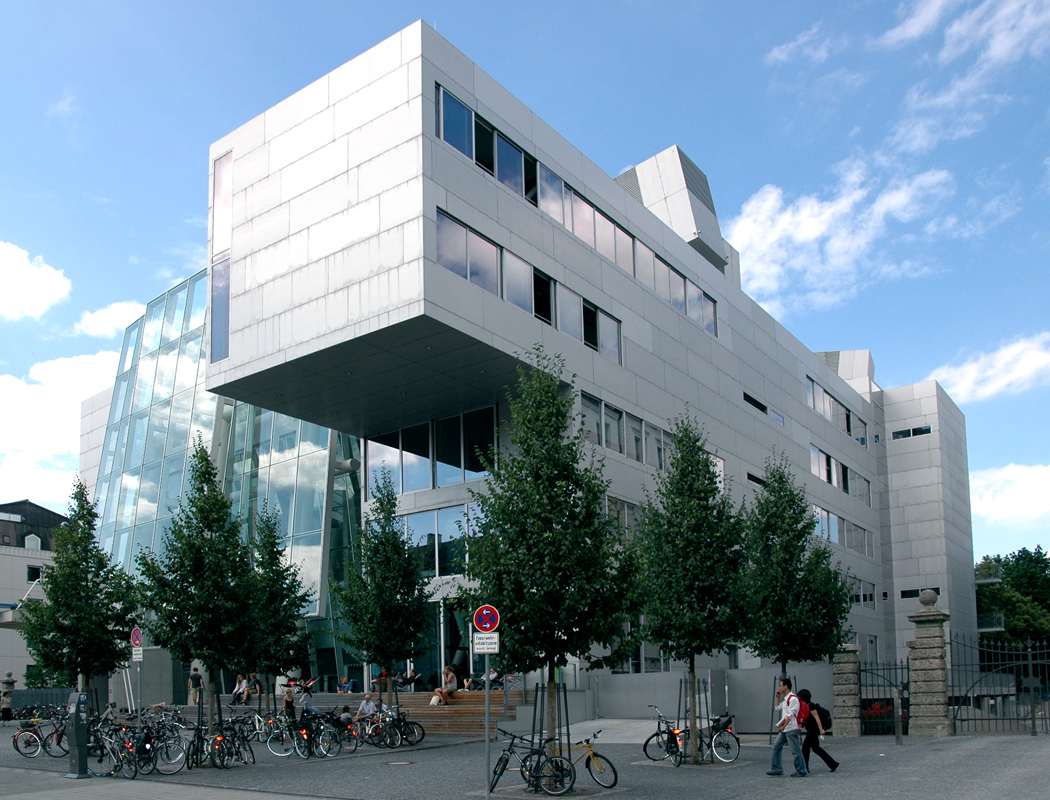
Der Erweiterungsbau der Akademie

### Präsidenten
- 1922–1924: Carl von Marr[8]
- 1924–1942: German Bestelmeyer
- 1942–1945: kommissarisch: Bernhard Bleeker
- 1946–1948: Carl Sattler
- 1948–1957: Josef Henselmann
- 1957–1960: Sep Ruf
- 1960–1963: Franz Nagel
- 1963–1965: Josef Henselmann
- 1965–1969: Paolo Nestler
- 1969–1971: Franz Nagel
- 1972–1975: Aloys Goergen
- 1975–1979: Jürgen Reipka
- 1979–1982: Erich Schneider-Wessling
- 1982–1988: Rudolf Seitz
- 1988–1993: Wieland Schmied
- 1993–1995: Otto Steidle
- 1995–1999: Olaf Metzel
- 1999–2004: Ben Willikens
- 2004–2010: Nikolaus Gerhart
- 2010–2022: Dieter Rehm
- seit 2022: Karen Pontoppidan

## Gebäude
Das ältere Gebäude der Akademie wurde von Gottfried von Neureuther entworfen und zwischen 1876 und 1885 als Dreiflügel-Anlage eines palastartigen Gründerzeitbaus im Stil der Neorenaissance erbaut. Neureuther setzte an den Fassaden der Akademie durchwegs Pilastervorlagen zur weiteren Gliederung der Wandflächen ein. Die Freitreppe mit Bronze-Reiterfiguren Castor und Pollux stammt von Max von Widnmann, der rückseitige Aula-Anbau wurde 1911/12 von Friedrich von Thiersch angefügt. Nach Kriegszerstörung wurde die Akademie in den 1950er Jahren von Sep Ruf wieder instand gesetzt. Mit der nun erfolgten Generalsanierung des historischen Altbaus wurde auch der unter Denkmalschutz stehende Garten hergerichtet und dort ein Wohn- und Ateliergebäude gebaut.
Am 26. Oktober 2005 wurde der moderne Erweiterungsbau der Architekten Coop Himmelb(l)au im Stil des Dekonstruktivismus eröffnet. Im Neubau befinden sich die Kunststoffwerkstätten, Fotowerkstatt, Siebdruck- und Multimediawerkstätten sowie die Verwaltung Dank der von Ben Willikens ins Leben gerufenen „Stiftung der Kunstakademie München“ konnte die Realisierung des Neubaus und die Restaurierung des Altbaus ermöglicht werden. Das Gebäude befindet sich rund 200 Meter nördlich vom Hauptgebäude der Ludwig-Maximilians-Universität München.

## Lehrangebot
Neben dem klassischen Angebot der Akademie im Bereich Malerei und Bildhauerei wurde das Lehrangebot der Akademie nach dem Zweiten Weltkrieg erheblich erweitert. Die Kunstgewerbeschule und die Ausbildung für das Lehramt an Gymnasien wurden eingegliedert.
Es gibt daher die grundständigen Studiengänge
- Freie Kunst mit Bildhauerei, Bühnenbild und -kostüm, Fotografie, Keramik und Glas, Schmuck und Gerät, Grafik, Malerei, Medienkunst, Performance sowie
- Kunstpädagogik mit Bildhauerei, Grafik, Malerei und Medien.

Seit 1978 werden Innenarchitektur als Diplom-Studiengang, ab dem WS 2010/11 als Bachelor-Studiengang Innenarchitektur und ab dem WS 2013/14 zusätzlich als Master-Studiengang Innenarchitektur angeboten. Ferner gibt es zwei Masterstudiengänge (Architektur und Kunst sowie Bildnerisches Gestalten und Therapie).
Als Studiengang- und klassenübergreifendes Angebot gibt es die
- Theorielehrstühle für Kunstgeschichte, Kunstpädagogik und Philosophie (Ästhetische Theorie), die
- Studienwerkstätten für Erzguss, Fotografie, Gipsgießen und Stuck, Glasbearbeitung, Glasmalerei und Mosaik, Goldschmiedekunst, Holz, Keramik, Kunststoff, Lithografie, Maltechnik, Metall, Neue Medien, Medienpädagogik, Papier und Recycling, Radierung, Rechnergestützte dreidimensionale Formgebung, Siebdruck, Steinbildhauerei, Typografie und Hochdruck

sowie das cx centrum für interdisziplinäre studien und diverse Projektklassen.

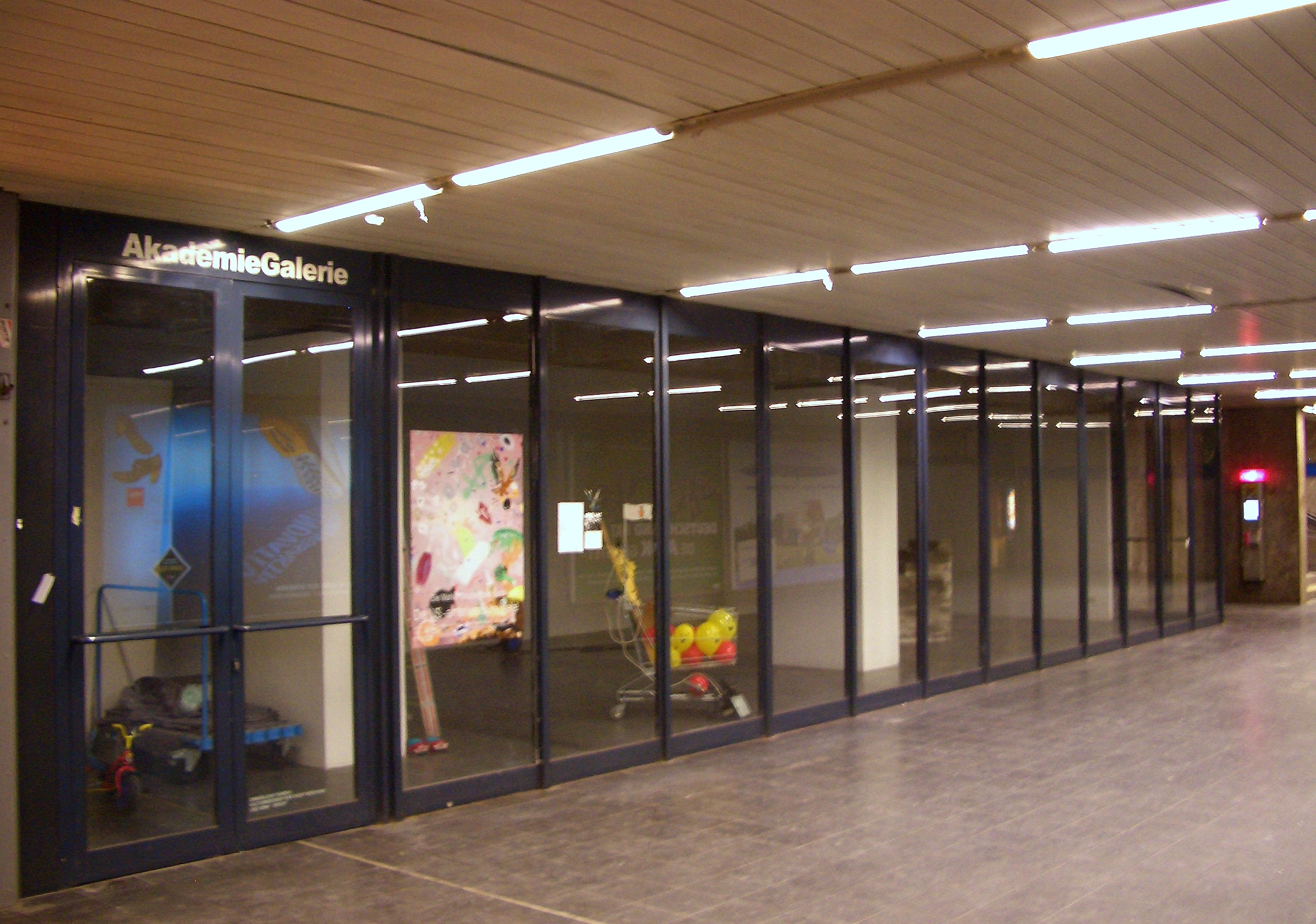
Ausstellungsraum im U-Bahnhof Universität

## Ausstellungsraum
Für die Öffentlichkeit stellen die Studenten im Akademiegebäude während der Jahresausstellung im Sommer aus. In der Akademiegalerie im U-Bahnhof Universität stellen Studenten der Akademie während des Jahres ihre Werke aus. Der etwa 8 Meter tiefe und 20 Meter lange Ausstellungsraum ist durch eine Glaswand vom restlichen Sperrengeschoss abgetrennt und von dort auf voller Länge einsehbar. Weitere regelmäßige Ausstellungen fanden im Kubus im Petuelpark statt.

## Träger des Debütantenpreises der bayerischen Staatsregierung aus der AdBK München
- 1998: Markus Barthuber, Hinrich Horstkotte[11]
- 2004: Lena Bröcker, Martin Herler
- 2005: Andrea Faciu, Susanne Wagner
- 2006: Patricia Kaiser, Fumie Sasabuchi, Michael Vogel
- 2007: Karen Irmer, Carsten Recksik
- 2014: Sarah Zagefka

Der Debütantenpreis ist eine Förderung des bayerischen Staatsministeriums für Forschung, Wissenschaft und Kunst.

## Preisträger der Stiftung Kunstakademie München

### Lothar-Späth-Preis
- 2002: Farida Heuck mit Schleusernet
- 2003: Nick Boetticher
- 2004: Alexander Laner
- 2005: Shirin Damerji
- 2006: Franka Kaßner

### Manfred-Bischoff-Preis
- 2003: Bernhard Bindl
- 2004: Uta-D. Zimmermann
- 2005: Katharina Gaenssler
- 2006: Frank Hutter
- 2007: Inga Charlotte Taubert

### Laura-und-Lorenz-Reibling-Preis
- 2006: Zhao Bin
- 2007: Uta Gruber-Ballehr
- 2008: Till Schilling

### Graf-Ingram-von-Königsdorff-Gedächtnispreis
- 2006: Susanne Uhl
- 2007: Martha Diglio Hupfer
- 2008: Masayo Oda-Sachs
- 2011: Robin Thomas

### Examenspreis Kunstpädagogik (für herausragende künstlerische Leistungen)
- 2007: Kathrin Thalmann
- 2008: Franz Wanner
- 2009: Katrin Wilhelm, Madelleine Schollerer, Anita Edenhofer
- 2010: Jasmine Dürr, Lisa Degele, Nicola von Thun
- 2011: Maria Berauer, Korbinian Jaud, Constanze Stumpf

## Bekannte Studenten und Professoren
Viele bedeutende Künstler haben in München gelehrt oder studiert. Eine Übersicht befindet sich in der Liste der Angehörigen der Akademie der Bildenden Künste München.

## Architekturprofessoren
Innenarchitektur
- 1946–1960: Josef Hillerbrand
- 1975–1977: Hans Ell
- 1959–1985: Paolo Nestler (Assistent: Eberhard Stauß)
- 1983–1998: Eberhard Stauß (Assistent: Maurus Schifferli)
- 1999–2002: Jan Roth
- 1986–2005: Manfred Kovatsch (Assistent: Andreas Meck, Raoul Dirala)
- 2006–2011: Peter Sapp
- 1999–2017: Maria Auböck
- 2003–2023: Urs Greutmann und Carmen Greutmann-Bolzern
- seit 2018: Katja Knaus
- seit 2023: Lena Unger & Jan Meier-Unger (Assistent: Christoph Hilger)

Architektur
- 1947–1953: Harald Roth
- 1953–1972: Sep Ruf
- 1991–2004: Otto Steidle (Assistent: Johannes Ernst)
- 2007–2023: Carlo Baumschlager (Assistenten: Christoph von Oefele, Alexander Tochtermann, Philipp Wündrich)
- seit 2023: Bernardo Bader (Assistenten: Philipp Wündrich, Maribel A. Sengewald, Julian Weckenmann)